# 提班山國家公園
提班山國家公園是馬來西亞的國家公園，位於砂拉越的民都魯省，成立於2000年，面積96平方公里，大部分土地自1985年種植棕櫚樹，成為保留野生動植物的重要棲息地。